# Marie de Montmirail
Marie de Montmirail, née en 1192 et morte en 1273, est dame de Montmirail, de La Ferté-Ancoul, de La Ferté, de Condé, d'Oisy et de Crèvecœur, vicomtesse de Meaux et châtelaine de Cambrai, et par son mariage de Coucy, la Fère et Saint-Gobain.

## Histoire
Fille du bienheureux Jean Ier de Montmirail et de Helvide de Dampierre, elle sera la seule à avoir une postérité.
Mariée en 1213 à Enguerrand III de Coucy, elle apportera à la mort de son frère Mathieu de Montmirail en 1262 l'ensemble des titres et biens de la Maison de Montmirail et d'Oisy à la maison de Coucy.
En 1264, elle abandonne définitivement toutes ses seigneuries à son fils Enguerrand et ne se réserve que le titre de Dame de la Fère.

## Généalogie
Marie de Montmirail et d'Oisy, fille de Jean Ier de Montmirail, seigneur de Montmirail et de Condé épouse Enguerrand III de Coucy ; ce couple a six enfants : 
- Marie de Coucy qui épousa le roi Alexandre II d'Écosse dit Le Pacifique, puis vers 1251 ou 1252 Jean d'Acre († 1296), fils de Jean de Brienne, roi de Jérusalem et empereur d'Orient.
- Raoul II de Coucy († 1250 au cours de la Bataille de Mansourah en Égypte lors de la septième croisade, près du comte d'Artois, frère de saint Louis, qu'il défendit au prix de son sang.
- Enguerrand IV de Coucy († 1311)
- Jean de Coucy
- Alix de Coucy qui épouse le comte de Guînes, Arnould III
- Jeanne de Coucy qui épouse Jean Ier seigneur de Mailly, d'Acheu et de Ploich.

## Sépulture
Marie de Montmirail est inhumée à l'Abbaye de Longpont, près de son père.
Par une charte de 1271, Marie de Montmirail et d’Oisy, épouse d’Enguerrand III de Coucy, réclame sa sépulture à l’Abbaye de Longpont, près du Bienheureux Jean. Voici cette charte :
- « 1271- Je, Marie, Dame de la Fère, de Saint-Gobain, à ceux qui ces présentes verront, salut en nostre seigneur. Comme pour le Salut et la seurté de m’âme et por l’amor et sa noble recordance d’où bon Jean mon saint père de cuy ly corps gist honorablement devant le moustier de Longpont l’eus aye recquis dévotement et humblement à l’Abbé et au Couvent de Longpont ma sépulture en leur maison. Seache tuit que ly Abbé et ly Couvent dedit esgardant la bonne volonté que j’ai envers eux et envers leur église pour les raisons devant dites débonnairement, liement et doucement m’ontoctroyé ma sépulture leur très grand merci en leur église présent chapitre le couvent le jor que je leur requis ma sépulture en propre personne.

Ce fut fait l’an de l’incarnation de nostre Seigneur mil deux cent soixante et unse, le vendredi après les octaves Saint Pierre et Saint Pol, apostres »
Un sceau pendant en lacs de soye : la figure Dame debout qui de la main gauche tient un oiseau et de la droite une fleur de lys, avec le contre-scel de Coucy.